# 卓冠廷
卓冠廷（1986年4月10日—），臺灣政治人物與時事評論員，民主進步黨籍。現任新北市議會議員、民進黨發言人。曾任新北市警政線記者、國會助理、臺中市政府新聞局局長、交通部部長辦公室主任。新北市議會民主進步黨黨團幹事長。
卓冠廷為林佳龍幕僚出身，被視為林核心子弟兵。2020年5月至2021年5月攻讀加州大學柏克萊分校公共事務碩士。於2022年代表民進黨參選新北市第八選舉區（樹林區、鶯歌區、三峽區、土城區）議員，最終以23,907票當選。

## 早年
卓冠廷出生於臺北縣鶯歌鎮（今新北市鶯歌區）。父親卓建國為中國國民黨籍民意代表，曾任第18屆臺北縣鶯歌鎮鎮民代表會副主席；母親蘇麗雪曾任鶯歌陶瓷老街首任理事長，2002年代表國民黨和當時同黨的縣議員蘇有仁（曾任新北市議員）角逐鶯歌鎮鎮長，最後以10,424敗選。
臺北縣立鶯歌國小、辭修高中附設國中部、板橋高中、國立政治大學公共行政學系。
記者出身，過去曾進入《天下雜誌》群整合傳播部任廣告業務員，轉任《自由時報》社會記者。

## 從政

### 國會助理
據媒體報導，2012年擔任《自由時報》記者的卓冠廷，在老師牽線下與當時剛選上立法委員的林佳龍一起吃牛肉麵。卓冠廷便決定請辭，加入林佳龍國會辦公室當新聞組長。

### 跟隨林佳龍
直到2013年林佳龍角逐2014年臺中市市長，卓冠廷也跟著從新北搬家至台中，擔任新聞部主任兼發言人。在林佳龍當選後，卓冠廷擔任臺中市政府新聞局局長。2019年5月28日，卓冠廷接任交通部部長辦公室主任。

### 輔選洪慈庸
2019年11月10日，時任交通部部長辦公室主任的卓冠廷宣布請辭，返回台中輔選洪慈庸立委連任。
2020年初，攻讀美國加州柏克萊大學公共事務碩士學位。

### 新北市議員
2021年10月14日，卓冠廷召開記者會，宣布參選新北市議員。
2022年5月5日，民進黨新北市黨部公布新北市議員第8選區初選民調結果，卓冠廷獲得黨內跨派系人物支持，以民調成績22.4％衝至第一，展現驚人爆發力。根據初選民調結果，民調最高者為卓冠廷，其次為現任議員廖宜琨（17.94％）、上屆曾參選議員的曾進益（16.97％）、現任議員林銘仁（15.03％）、彭一書（13.82％）、擁有保障席次的高乃芸（6.19％）。他最後以23,907票當選。

### 民進黨發言人
2023年3月24日，民進黨秘書長許立明召開記者會，宣布除了新聞部主任張志豪繼續兼任發言人外，新增兩位發言人，分別是卓冠廷與林楚茵，也強化空防戰力。
許立明表示，三位發言人各有分工，針對相關政策及議題將協同作戰，配合副秘書長黃建嘉協防分工，林楚茵有臺中市第二選舉區立委補選空戰經驗；卓冠廷曾是全台最年輕的直轄市政府新聞局長，現在是新北市議會黨團幹事長，將協防新北市及地方議題；再加上曾擔任新北市議員的張志豪，三位都是即戰力，進行議題快速攻防。
2024年6月，卓冠廷辭去民進黨發言人，並投入民進黨中執委改選；最後未能當選，於8月14日回任發言人。

## 言論及爭議

### 恩恩事件
2022年4月14日，新北市中和區一名2歲男童（化名恩恩），因嚴重特殊傳染性肺炎重症送往雙和醫院，送醫延誤81分鐘。
2022年4月19日，歷經急救與治療6日後，恩恩不幸病逝，成為臺灣Omicron變異株大規模流行後首例兒童重症與死亡案例。恩恩爸曾多次要求新北市政府提供橫向錄音檔，希望能拼湊還原當時是否有延誤就醫的狀況，不過一直未收到回應。
2022年6月17日，資深媒體人周玉蔻在節目中公開一通消防局與雙和醫院的橫向通聯錄音檔。
不久後，洩漏錄音檔的消防同仁向新北地檢自首。消防局代該員發布對外聲明表示，在恩恩案發生後，「高中同學卓冠廷主動與我連絡討論恩恩案的狀況」，而他思慮不周，就從系統將包括錄音檔在內的相關資料下載提供給卓。」
2022年6月20日，卓冠廷於臉書發文回應，他痛批新北市政府「居然用追殺吹哨者模糊掩蓋真相的焦點」，接下來他一定捍衛吹哨者的權益到底。他也強調，恩恩案的橫向錄音檔果然是侯友宜市政府必須全力阻擋公開的關鍵證據，證明侯市府團隊從4月就開始掩蓋真相及說謊。
2022年6月26日，民眾黨新北市議員參選人按鈴提告卓冠廷涉「教唆洩密」等罪嫌，讓司法介入還給大眾真相。
卓冠廷則發布新聞稿回應，部分政治人物不但沒有聲援吹哨者，跟著新北市政府起舞，企圖陷吹哨者於不義。
2023年2月24日，新北市消防局張姓消防員向檢方自首，坦承是他「主動將錄音檔傳給卓冠廷」。新北地檢署依此認定卓冠廷未涉教唆洩密，不起訴卓冠廷。卓冠廷受訪表示，願意揭露真相的吹哨者，居然變成唯一有錯的人。

### 搶救王義川大兵
2023年11月15日，民進黨通過2024年中華民國立法委員選舉的不分區立委提名名單，前臺中市政府交通局長王義川為第14名之被提名人。由於各界預估民進黨可獲得的不分區席次不足以使王義川當選，因此熟識王義川的卓冠廷以及政治評論員李正皓共同發起「搶救王義川大兵」行動，目標是讓民進黨的政黨票在現有基礎上再增加100萬票，最終使王義川當選。
2023年11月23日，搶救王義川大兵行動正式啟動，由李正皓擔任「搶救王義川大兵」粉絲專頁小編，卓冠廷擔任活動組織的聯絡人。
2024年11月26日，因民主進步黨籍不分區立法委員洪申翰出任勞動部長，不分區立法委員候選人王義川遞補成為民進黨不分區立委。卓冠廷表示，得知這件事後，他和李正皓都沒有要恭喜王義川，除了為繼續監督他之外，也要督促他「當立委沒有蜜月期」，進入國會每天就要面對各種議題、責任重大，要對他說「加油」。

### 爆料柯文哲喬高虹安人事遭告
2022年12月6日，卓冠廷在政論節目「94要客訴」爆料，柯文哲要求高虹安接受他點名的北市府人員，但是遭到拒絕，雙方因此爆發口角。
2022年12月7日，民眾黨主席柯文哲出席三重二號配水池暨加壓站工程動土典禮，媒體詢問「是否真的有安插人選？」柯答：「我們一定會介紹人給她，什麼吵架，哪有這回事。」柯文哲認為卓冠廷造謠說謊，揚言「我這次下定決心要告他，拿他祭旗。」卓冠廷對此則回應，也表示柯文哲此舉也老招式了，每次都用這招來轉移焦點，而高虹安的聲明看似兇狠，但卻沒有否認柯文哲「寄生」新竹市府，柯文哲也只糾結在「起口角」這件事，卻不願面對外界的質疑。。
2023年7月13日，柯文哲因不滿現任卓冠廷爆料他與高虹安因人事布局發生口角，刑事自訴卓刑事加重誹謗罪。士林地院開庭，卓冠廷親自到庭否認犯罪，並指柯文哲罵人狗、罵人太監，不覺得羞辱別人，卻容不下他人批評，若柯選上總統，台灣還有言論自由嗎？。
2024年7月29日，士林地方法院判決卓冠廷無罪。士林地方法院指出，根據柯文哲、辯護人及相關證人說法，柯文哲的確曾於111年12月4日在新竹市某建築物內與高虹安會面，2人於過程中就新竹市政、人才選用等議題進行討論及意見交換，可見卓冠廷所述內容並非憑空虛捏杜撰。士院認為，卓冠廷在評價性言論部分，是以善意發表言論，而對於可受公評之事，為適當之評論；在事實性言論部分，尚不能證明卓冠廷未經合理查證，或其主觀上基於惡意，而有加重誹謗的犯行；柯文哲並未提出上訴，卓冠廷勝訴。。

### 主張賴清德並未下令35件罷免案全過，與總統說法對立
2025年5月，卓冠廷上政論節目指出，賴清德總統曾下令讓國民黨立委的35件罷免案都通過；對此，賴清德於民進黨中常會澄清並未下此命令，兩人陳述互相矛盾。

### 稱民進黨性平部「未審先判」反對性別譴責
2025年8月7日，民進黨立委王義川在節目中評論台中市長盧秀燕的妝容與粉底液價格，引發性別爭議。民進黨性別平等事務部隨即在社群平台發文譴責「厭女言論」，但卓冠廷公開批評該舉程序不完備、未給當事人說明機會，稱其為「未審先判」「亂扣帽子」，質疑缺乏高度與專業。

## 獲獎與榮譽
- 板橋高中第18屆傑出校友[37]

- 辭修中學113學年度傑出校友[38]

## 個人生活
2017年4月24日，時任臺中市政府新聞局局長的卓冠廷與立法委員洪慈庸低調前往臺中市北屯區戶政事務所。二人戀情相當低調，直到有民眾目擊洪慈庸與卓冠廷辦理結婚登記手續，才確定兩人間的戀情。當晚，兩人在臉書貼文公開戀情。
2019年3月5日，卓冠廷與配偶洪慈庸生下一女。

## 主持

### 廣播節目
| 頻道             | 節目名稱       | 時段                  |
| ---------------- | -------------- | --------------------- |
| 綠色和平廣播電台 | 《有影最大聲》 | 每週四下午5:00:~6：00 |

## 選舉紀錄
| 年度 | 選舉屆數             | 選舉區           | 所屬政黨   | 得票數 | 得票率 | 當選標記 | 備註   |
| ---- | -------------------- | ---------------- | ---------- | ------ | ------ | -------- | ------ |
| 2022 | 第四屆新北市議員選舉 | 新北市第八選舉區 | 民主進步黨 | 23,907 | 8.85%  |          | [ 45 ] |

## 外部連結
- 卓冠廷的Facebook專頁
- 卓冠廷的Instagram帳戶
- 卓冠廷的X（前Twitter）
- 卓冠廷的YouTube頻道 （页面存档备份，存于）
- 卓冠廷的傳送門 （页面存档备份，存于）
- 臺中市政府網站上的卓冠廷簡介